# Suttisvarri
Suttisvarri är en kulle i Finland. Den ligger i Utsjoki kommun i landskapet Lappland, i den norra delen av landet, 1 000 km norr om huvudstaden Helsingfors. Toppen på Suttisvarri är 241 meter över havet.
Terrängen runt Suttisvarri är huvudsakligen platt, men västerut är den kuperad. Trakten runt Suttisvarri är nära nog obefolkad, med mindre än två invånare per kvadratkilometer. Det finns inga samhällen i närheten. Omgivningarna runt Suttisvarri är i huvudsak ett öppet busklandskap.